# سیکو دولیدزه
سیمون (سیکو) بِساریونیس دولیدزه(به گرجی: სიმონ (სიკო) ბესარიონის ძე დოლიძე) (۸ فوریه ۱۹۰۳ - ۱۷ ژوئیه ۱۹۸۳) یک کارگردان و فیلمنامه نویس گرجی بود. وی جایزه مدال استالین (۱۹۵۰) و جایزه هنرمند مردمی اتحاد جماهیر شوروی (۱۹۶۵) را کسب کرده بود.

## گزیده فیلمشناسی

### کارگردانی
- کوکاراچا (۱۹۸۲)
- آیا مرد انسان است؟ (۱۹۷۹)
- ملاقات با گذشته (۱۹۶۶)
- فاطمه (۱۹۵۹)
- سنجاقک (۱۹۵۴)
- داریکو (۱۹۳۶)